# Biografielijst Ru

## Rua
- Ruan Lufei (1987), Chinese schaakster
- Virginia Ruano Pascual (1973), Spaans tennisster
- Robert Ruark (1915-1965), Amerikaans schrijver

## Rub

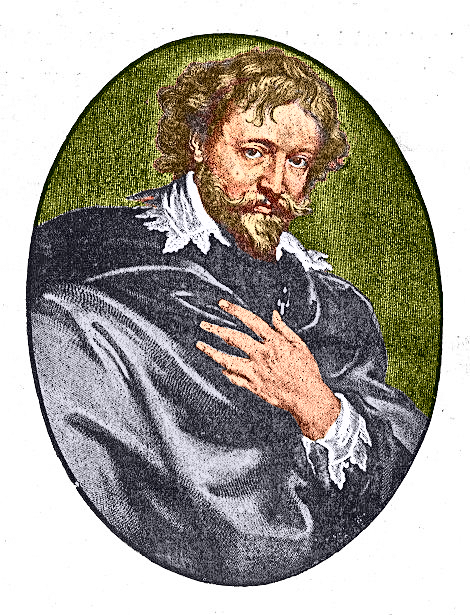
Peter Paul Rubens

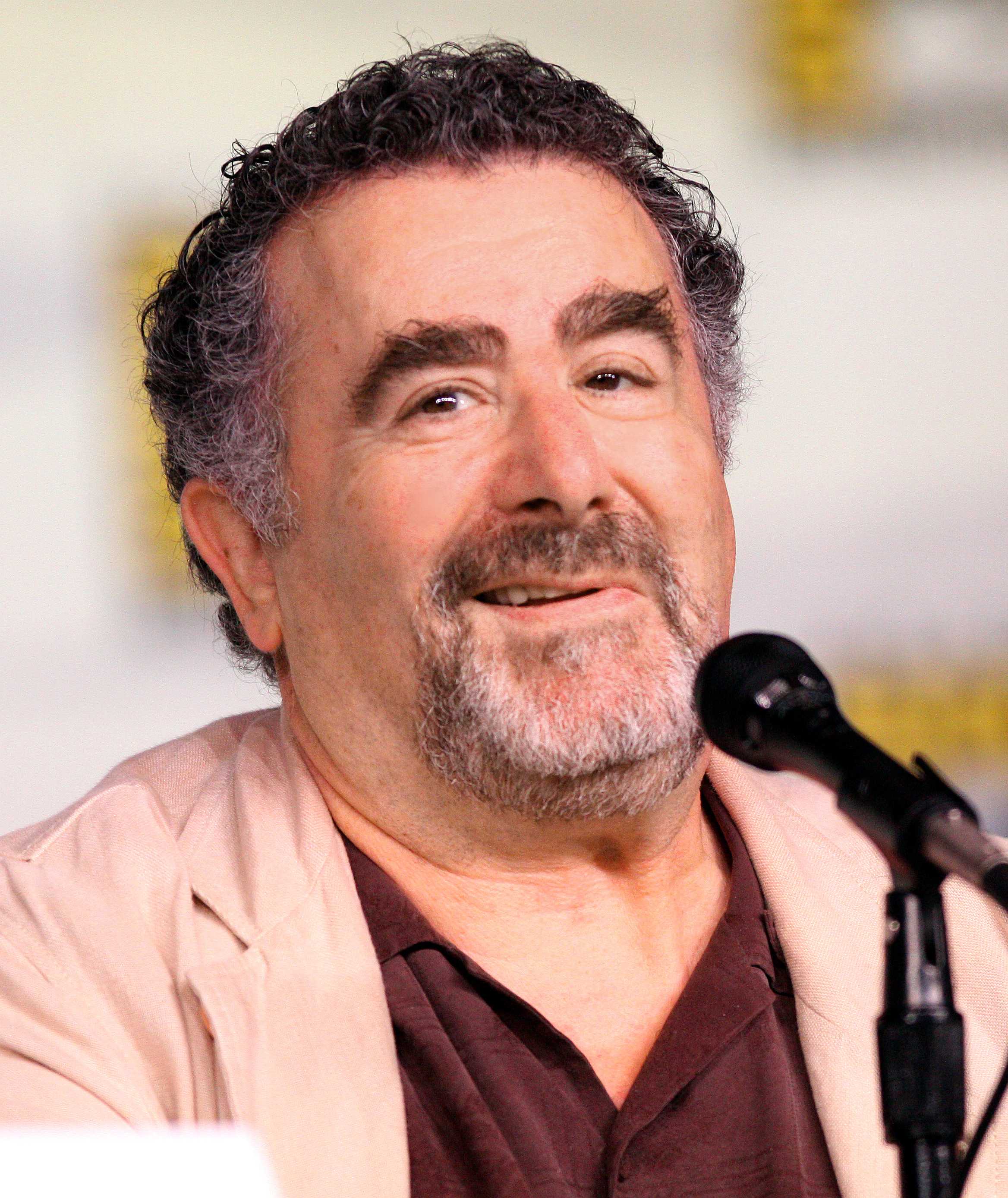
Saul Rubinek (2012)

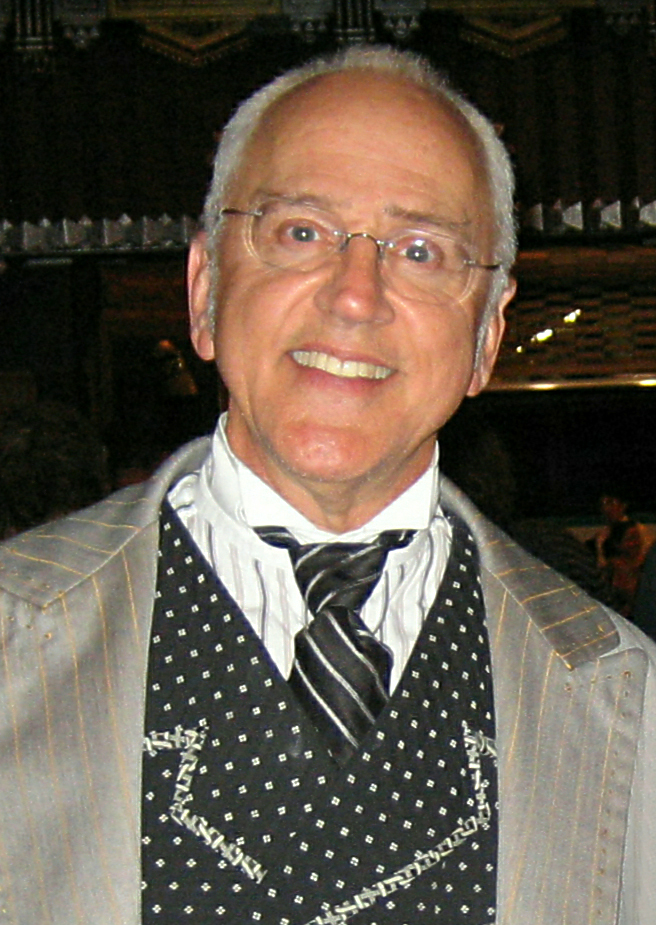
John Rubinstein, 2008

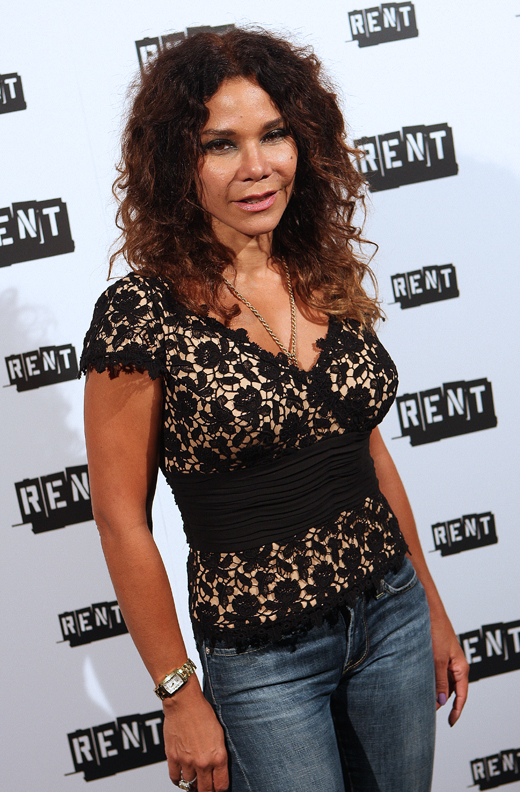
Daphne Rubin-Vega

- Alfredo Pérez Rubalcaba (1951-2019), Spaans politicus
- Edmund Rubbra (1901-1986), Brits componist, muziekpedagoog en pianist
- Tamara Ruben (1982), Nederlands atlete
- Paul Alfred Rubens (1875-1917), Brits componist en librettist
- Peter Paul Rubens (1577-1640), Vlaams schilder
- Shona Rubens (1986), Canadees alpineskiester
- Pedro Rubiano Sáenz (1932-2024), Colombiaans kardinaal
- Goran Rubil (1981), Kroatisch voetballer
- Bernard Rubin (1896-1936), Australisch autocoureur en piloot
- Chanda Rubin (1976), Amerikaans tennisster
- Vera Rubin (1928-2016), Amerikaans astronome
- Saul Rubinek (1948), Canadees acteur, filmregisseur, filmproducent en scenarioschrijver
- Giorgio Rubino (1986), Italiaans atleet
- Akiba Rubinstein (1882-1961), Pools schaker
- Anton Rubinstein (1829-1894), Russisch pianist en componist
- Arthur Rubinstein (1887-1982), Pools-Amerikaans pianist
- Gerda Rubinstein (1931-2022), Nederlands beeldhouwster
- Helena Rubinstein (1870-1965), Pools-Amerikaans cosmetica-industrieel
- John Rubinstein (1946), Amerikaans acteur
- Nikolaj Rubinstein (1835-1881), Russisch pianist en componist
- Renate Rubinstein (1929-1990) Nederlands schrijfster, columnist, opiniemaker
- Zelda Rubinstein (1933-2010), Amerikaans actrice
- Daphne Rubin-Vega (1969), Panamees/Amerikaans actrice, danseres en zangeres
- Eduardo Rubio (1983), Chileens voetballer
- Hugo Rubio (1960), Chileens voetballer
- Marco Rubio (1971), Amerikaans politicus
- Jack Ruby (1911-1967) Amerikaans nachtclubeigenaar, moordenaar van Lee Harvey Oswald
- Karine Ruby (1978-2009) Frans snowboardster
- Lloyd Ruby (1928-2009), Amerikaans autocoureur

## Ruc
- Taylor Ruck (2000), Canadees zwemster
- Darius Rucker (1966), Amerikaans zanger
- Karin Ruckstuhl (1980), Nederlands atlete

## Rud
- Jean-Claude Rudaz (1942), Zwitsers autocoureur
- Bevil Rudd (1894-1948), Zuid-Afrikaans atleet
- Albert Stotland Ruddy (1930-2024), Canadees-Amerikaans filmproducent
- Hans-Ulrich Rudel (1916-1982), Duits militair en politicus
- Letty Rudelsheim (1915-2009), Joods-Nederlands verzetsstrijdster
- Marten Rudelsheim (1873-1920), Nederlands-Belgisch activist in de Vlaamse beweging
- Sal Rudelsheim (1893–?), Nederlands biljarter
- André Rudersdorf (1995), Duits autocoureur
- Walter Rudin (1921-2010), Amerikaans wiskundige
- Daniel Rudisha (1945-2019), Keniaans atleet
- Shelley Rudman (1981), Brits skeletonster
- Rudolf I de Cock (1210-1280), heer van Weerdenburg
- Mason Rudolph (1934-2011), Amerikaans golfer
- Maya Rudolph (1972), Amerikaans actrice en comédienne
- Wilma Rudolph (1940-1994), Amerikaans atlete
- Mladen Rudonja (1971), Sloveens voetballer

## Rue
- Marnix Rueb (1955-2014), Nederlands striptekenaar
- Belén Rueda (1965), Spaans actrice en model
- José Antonio Rueda (2005), Spaans motorcoureur
- Reinaldo Rueda (1957), Colombiaans voetbalcoach
- Kim Ruell (1987), Belgisch atleet
- David Ruelle (1935), Belgisch natuurkundige
- Wim Ruessink (1965), Nederlands musicus

## Ruf
- Peter Rufai (1963-2025), Nigeriaans voetbaldoelman
- Jan Ruff-O'Herne (1923-2019), Nederlands-Australisch mensenrechtenactiviste
- Quentin Ruffacq (1989), Belgisch atleet
- Pierre Ruffey (1851-1928), Frans militair
- Bruno Ruffo (1920-2007), Italiaans motorcoureur
- Jean-Christophe Rufin (1952), Frans arts, diplomaat en schrijver
- Milan Rúfus (1928-2009), Slowaaks dichter

## Rug
- Jean-Philippe Ruggia (1965), Frans motorcoureur
- Allelon Ruggiero, Amerikaans acteur en filmregisseur
- Vyto Ruginis (1956), Amerikaans acteur en filmproducent
- Ibrahim Rugova (1944-2006), president van Kosovo

## Ruh
- Frank Rühle (1943) Oost-Duits roeier
- Heinz Rühmann (1902-1994) Duits acteur en film-producent
- Heinrich Ruhmkorff (1803-1877), Duits instrumentmaker
- Caroline Ruhnau (1984), Duits zwemster
- David Ruhnken (1723-1798), Duits-Nederlands classicus aan de Universiteit Leiden

## Rui

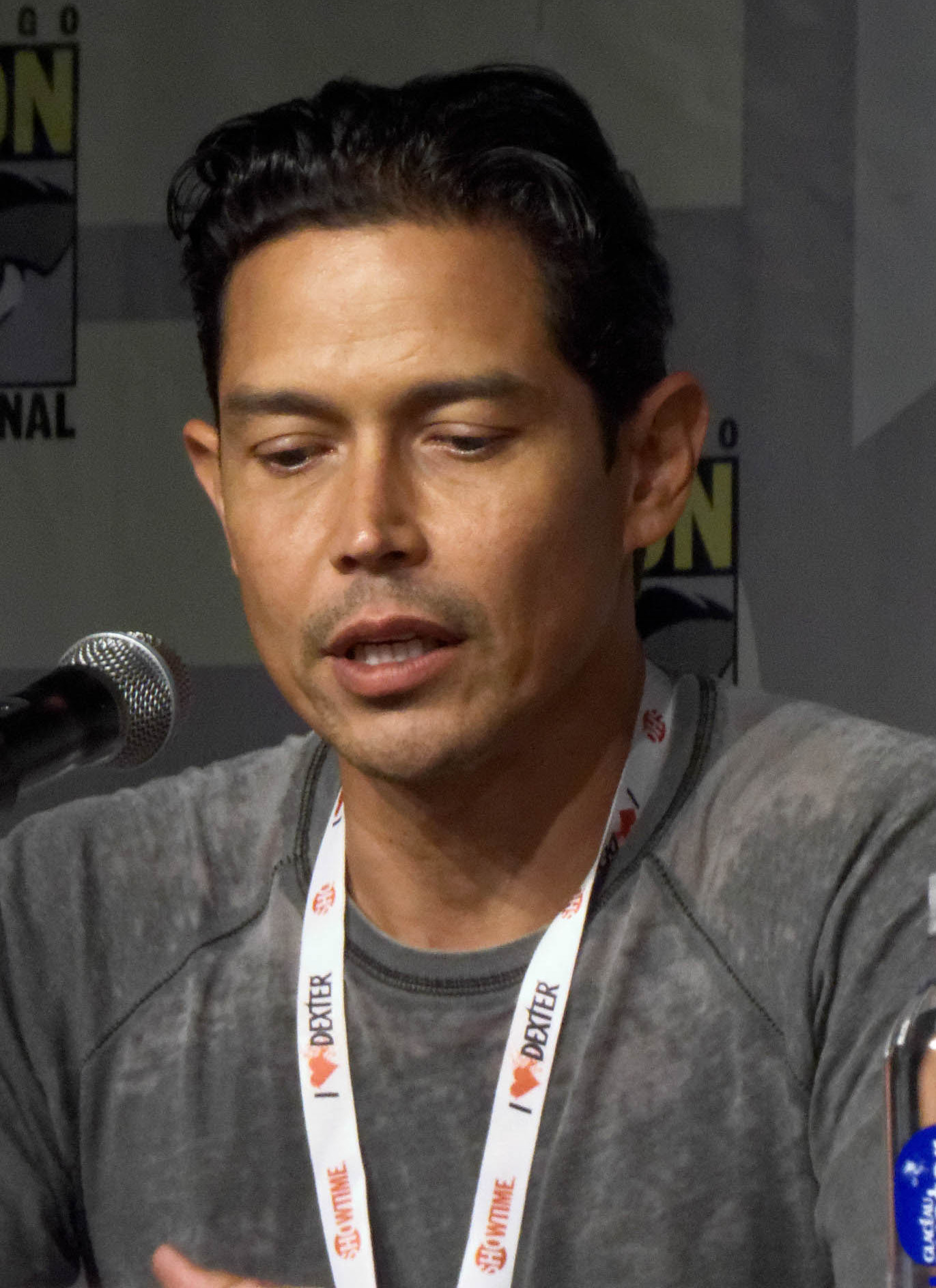
Anthony Ruivivar, 2013

- Iulică Ruican (1971), Roemeens roeier
- Kees Ruijgh (1930-2004), Nederlands taalkundige oud-Grieks
- Tiny Ruijs (1957-2025), Nederlands voetballer en voetbaltrainer
- Henk Ruijter (1893-1946), Nederlands politicus
- Frits de Ruijter (1917-2012), Nederlands atleet
- Evelien Ruijters (1985), Nederlands atlete
- Vivian Ruijters (1971), Nederlands atlete
- Theodorus van Ruijven (1938), Nederlands geestelijke
- Nerena Ruinemans (1978), Nederlands miss
- Bert Ruiter (1946-2022) Nederlands basgitarist, producer en componist
- Josée Ruiter (1947), Nederlands actrice
- Henny de Ruiter (1934-2019), Nederlands bestuurder
- Job de Ruiter (1930-2015), Nederlands rechtsgeleerde, advocaat, rechter, openbaar aanklager en politicus
- Lo de Ruiter (1919-2008), Nederlands ambtenaar, politicus, (omroep)bestuurder en publicist
- Niels de Ruiter (1983), Nederlands darter
- Nol de Ruiter (1940-2025), Nederlands voetballer en voetbaltrainer
- Piet de Ruiter (1956), Nederlands politicus
- Wesley de Ruiter (1986), Nederlands voetballer
- Gabriele Ruiu (2000), Italiaans motorcoureur
- Anthony Ruivivar (1970), Amerikaans acteur
- Bernardo Ruiz (1925-2025), Spaans wielrenner
- Bryan Ruiz (1985), Costa Ricaans voetballer
- Hilton Ruiz (1952-2006), Amerikaans pianist
- Laureano Sanabria Ruiz (1985), Spaans voetballer
- Carolina Ruiz Castillo (1981), Spaans alpineskiester
- José Francisco Ruiz Massieu (1946-1994), Mexicaans politicus
- Miguel Ruiz (1952), Mexicaans schrijver

## Ruk
- Enni Rukajärvi (1990), Fins snowboardster
- Antonio Rukavina (1984), Servisch voetballer
- Nikita Rukavytsya (1987), Australisch voetballer

## Rul
- Margaret Rule (1928-2015), Brits archeologe
- Arnold van Ruler (1908-1970), Nederlands predikant en theoloog
- Juan Rulfo (1917-1986), Mexicaans schrijver

## Rum
- Sig Ruman (1884-1967), Duits-Amerikaans acteur
- Rumer (1979), Brits singer-songwriter
- Ryszard Rumianek (1947-2010), Pools priester en rector
- Tim Rummens (1987), Belgisch atleet
- Davide Rummolo (1977), Italiaans zwemmer
- Georg Everhard Rumphius (1672-1702), Duits natuurwetenschapper
- Raimondas Rumsas (1972), Litouws wielrenner
- Linas Rumšas (1995-2017), Litouws wielrenner
- Donald Rumsfeld (1932-2021) Amerikaans politicus
- Hendrika van Rumt (1897-1985), Nederlands gymnaste

## Run

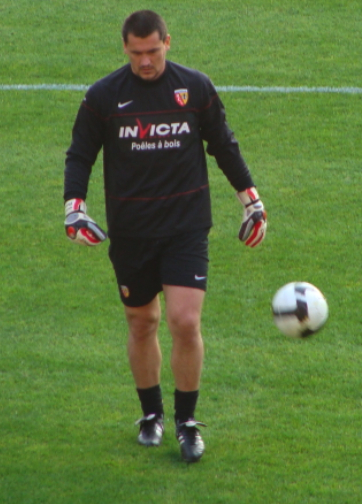
Vedran Runje

- Robert Runcie (1921-2000), Brits aartsbisschop van Canterbury
- Gerd von Rundstedt (1875-1953), Duits veldmaarschalk
- Bic Runga (1976), Nieuw-Zeelands zangeres
- Cierra Runge (1996), Amerikaans zwemster
- Phillip Otto Runge (1777-1810), Duits schilder
- Alexia Runggaldier (1991), Italiaans biatlete
- Elena Runggaldier (1990), Italiaans schansspringster
- Klaas Runia (1926-2006), Nederlands theoloog, predikant en journalist
- Vedran Runje (1976), Kroatisch voetballer
- Johannes Runnenburg (1932-2008), Nederlands wiskundige en hoogleraar
- Jennifer Runyon (1960), Amerikaans actrice

## Rup
- Rupert I van Laurenburg († vóór 1154), graaf van Laurenburg (1124–1152)
- Rupert II van Laurenburg († ca. 1159), graaf van Laurenburg (1154–1158)
- Rupert III van Nassau († 1191), graaf van Nassau (1160–1190)
- Rupert IV van Nassau († 1239), graaf van Nassau (1198–1230)
- Rupert V van Nassau (1280-1304), graaf van Nassau (1298–1304)
- Rupert van Deutz (1075-1130), Zuid-Nederlands theoloog en exegeet
- Rupert van Laurenburg, Duits edelman, de oudst bekende voorouder van het huis Nassau
- Rupert van Nassau-Sonnenberg (ca. 1340-1390), graaf van Nassau-Sonnenberg (1355-1390)
- Anton Rupert (1916-2006), Zuid-Afrikaans ondernemer, filantroop en natuurbeschermer
- Galen Rupp (1986), Amerikaans atleet
- Paul Rüpp (1957-2023), Nederlands leraar en politicus
- Christian Friedrich Ruppe (1753-1826), Duits componist
- Rupprecht (1869-1955), kroonprins van Beieren

## Rus

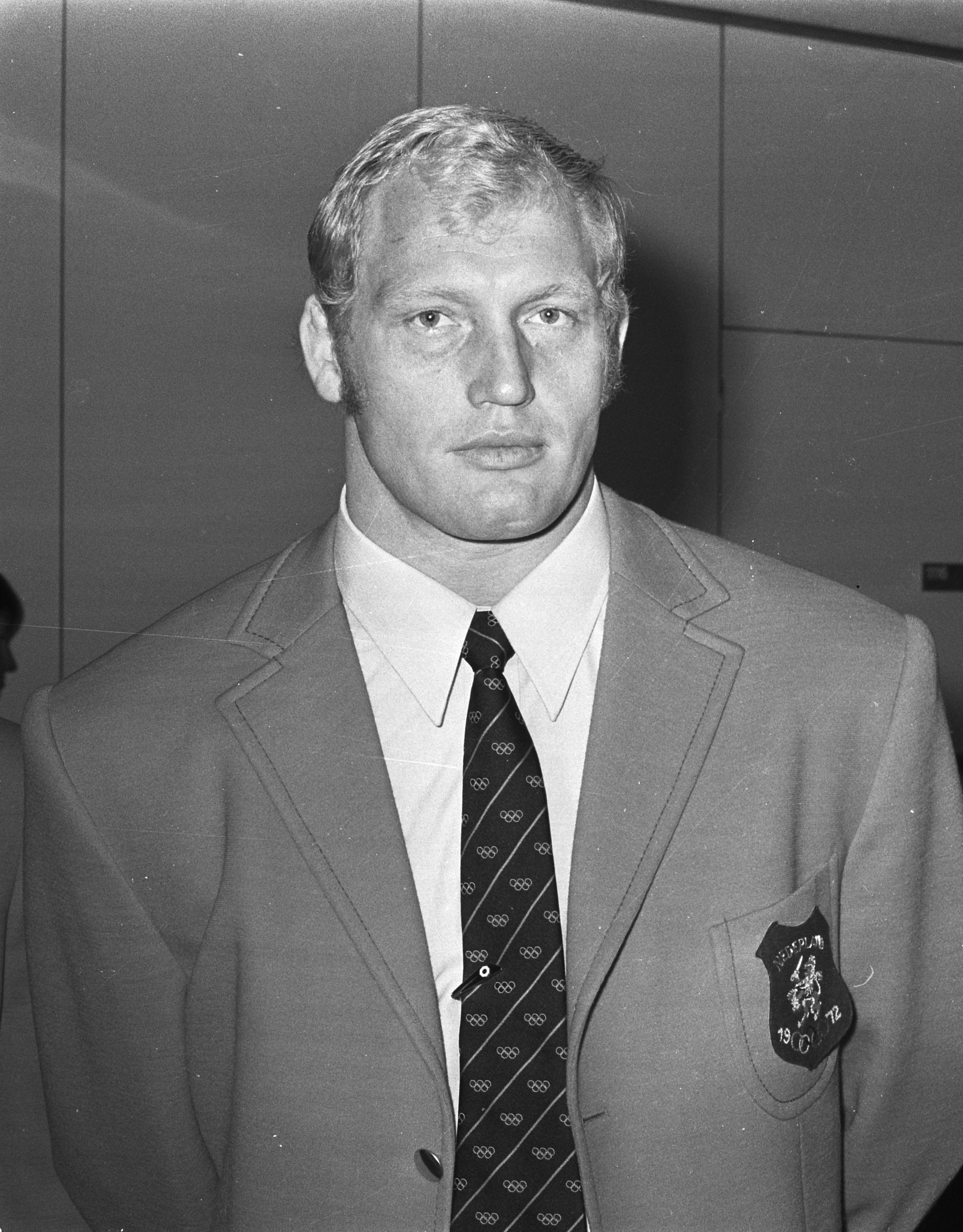
Wim Ruska

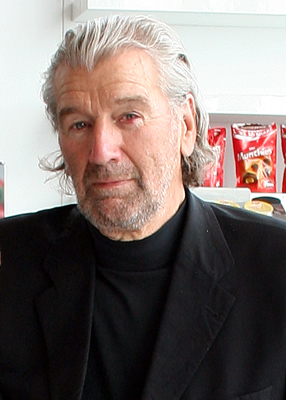
Clive Russell, 2014

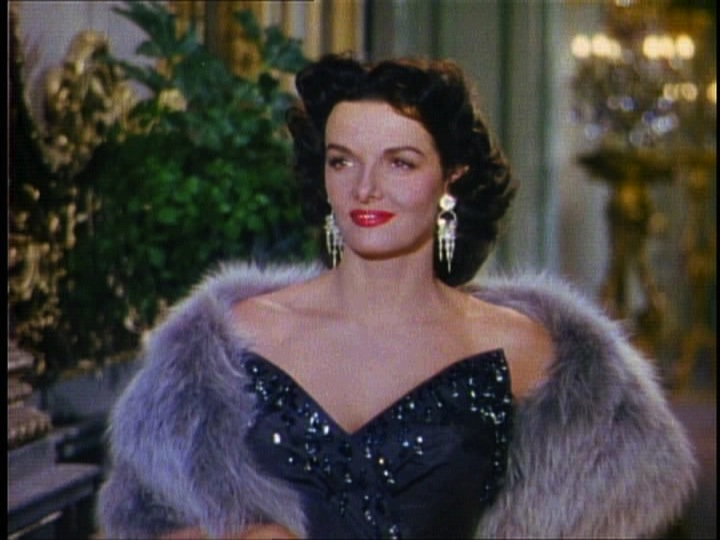
Jane Russell

- Arantxa Rus (1990), Nederlands tennisster
- Bob Rusch  (1943-2024), Amerikaans jazzauteur en platenproducer
- Stefan Rusch (1993), Nederlands paralympisch atleet
- Al Ruscio (1924-2013), Amerikaans acteur
- Deborah Rush (1954), Amerikaans actrice
- Geoffrey Rush (1951), Australisch acteur
- Ian Rush (1961), Welsh voetballer
- Salman Rushdie (1947), Indiaas schrijver
- Martin Rushent (1948-2011), Engels muziekproducent
- Sigurd Rushfeldt (1972), Noors voetballer
- Jared Rushton (1974), Amerikaans acteur en muzikant
- Ernst Ruska (1906-1988), Duits natuurkundige en Nobelprijswinnaar
- Sjaak Ruska (1966), Nederlands krachtsporter
- Wim Ruska (1940-2015), Nederlands judoka (oom van Sjaak Ruska)
- Ruslana (1973), Oekraïens musicus, activiste en politica
- Gregory Rusland (1959), Surinaams politicus
- Harold Rusland (1938-2023), Surinaams politicus en vakbondsbestuurder
- Peter Rusman (1953-1985), Nederlands atleet
- Wilma Rusman (1958), Nederlands atlete
- Romeo van Russel (1955), Surinaams politicus
- Alonzo Russell (1992), Bahamaans atleet
- Bertrand Russell (1872-1970), Brits filosoof en wiskundige
- Bill Russell (1934-2022), Amerikaans basketbalspeler
- Charles Taze Russell (1852-1916), Amerikaans theoloog
- Clive Russell (1945), Brits acteur
- David O. Russell (1958), Amerikaans filmregisseur
- George Russell (1998), Brits autocoureur
- Henry Russell (1904-1986), Amerikaans atleet
- Jane Russell (1921-2011), Amerikaans actrice
- Ken Russell (1927-2011), Engels filmregisseur
- Leon Russell (1942-2016), Amerikaans popmuzikant
- Masai Russell (2000), Amerikaans atlete
- Montae Russell, Amerikaans acteur
- Raymond Russell (1972), Schots golfprofessional
- Scott Russell (1964), Amerikaans motorcoureur
- Tim Russert (1950-2008), Amerikaans journalist, publicist en advocaat
- Georg Rüssmann (1919-1986), Duits componist, dirigent en muzikant
- Eddie Russo (1925-2012), Amerikaans autocoureur
- Giacomo Russo (1937-1967), Italiaans autocoureur
- James Russo (1953), Amerikaans acteur, filmproducent, filmregisseur en scenarioschrijver
- Lucio Russo (1944), Italiaans wis- en natuurkundige, filoloog en wetenschapshistoricus
- Patti Russo (1964), Amerikaans zangeres
- Paul Russo (1914-1976), Amerikaans autocoureur
- Tania Russof (1974), Lets pornoactrice
- Mathias Rust (1968), Duits piloot
- Tommy Rustad (1968), Noors autocoureur
- Mona Rüster (1901-1976), Duits tafeltennisster
- Jacqueline Rustidge (1968), Nederlands atlete

## Rut

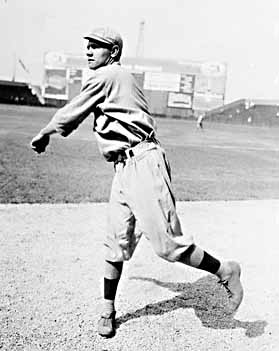
Babe Ruth

- Amy Rutberg (1981), Amerikaans actrice
- Carla Rutgers (1944), Nederlands beeldend kunstenaar
- Ruth (ca.1100 v.Chr.), Moabitisch Bijbels figuur
- Babe Ruth (1895-1948), Amerikaans honkballer
- Trudy Ruth (1950), Nederlands atlete
- Ernest Rutherford (1871-1937), Nieuw-Zeelands natuur- en scheikundige
- Greg Rutherford (1986), Brits atleet
- Joseph Franklin Rutherford (1869-1942), Amerikaan, tweede president van het Wachttoren-, Bijbel- en Traktaatgenootschap
- Emily Rutherfurd (1974), Amerikaans actrice
- Lavezzi Rutjes, Nederlands mediapersoonlijkheid
- Nathan Rutjes (1983), Nederlands voetballer
- Ben Rutledge (1980), Canadees roeier
- Katrin Rutschow-Stomporowski (1975), Duits roeier
- Arno Rutte (1972), Nederlands politicus
- Mark Rutte (1967), Nederlands politicus
- Albert Rutten (1797-1851), Belgisch politicus
- André Rutten (1923-1999), Belgisch politicus
- Annelies Rutten (1972), Belgisch journaliste
- Bas Rutten (1965), Nederlands vechtsporter
- Chris Rutten (1942), Nederlands politicus
- Edwin Rutten (1943), Nederlands acteur, zanger en presentator
- Ellen Rutten (1975), Nederlands slaviste en hoogleraar
- Emanuel Rutten (1973), Nederlands wiskundige en filosoof
- Eugène Rutten (1920-1990), Nederlands politicus
- Felix Rutten (1882-1971), Nederlands schrijver en dichter
- Frans Rutten (1934), Nederlands econoom en hoogleraar
- Frans Rutten (1937-2002), Nederlands voetballer
- Fred Rutten (1962), Nederlands voetballer en voetbaltrainer
- Georges Rutten (1875-1952), Belgisch priester
- Gerard Rutten (1902-1982), Nederlands regisseur
- Guillaume Rutten (1895-1966), Belgisch politicus
- Gwendolyn Rutten (1975), Belgisch politica
- Jacques Rutten (1924-1999), Nederlands politicus
- Jan Rutten (1879-1962), Belgisch politicus
- Jan Rutten (1916-2012), Belgisch priester en heemkundige
- Jo Rutten (1934-2007), Nederlands ruiter en bondscoach
- Jos Rutten (1962), Nederlands voetballer
- Louis Rutten (1884-1946), Nederlands geoloog en hoogleraar
- Louis Hubert Rutten (1809-1891), Nederlands bisschop
- Martin Rutten (1910-1970), Nederlands geoloog en bioloog
- Martin-Hubert Rutten (1841-1927), Belgisch bisschop
- Mathieu Rutten (1925-2011), Belgisch politicus
- Moreno Rutten (1993), Nederlands voetballer
- Nieke Rutten (?), Belgisch bestuurster en politica
- Peter Johannes Rutten (1864-1953), Nederlands onderwijzer en politicus
- Renaud Rutten (1963), Belgisch acteur en komiek
- Theo Rutten (1899-1980), Nederlands politicus
- William Rutten (1970), Nederlands fotograaf
- Emmy Rutten-Broekman (1905-2000), Nederlands Engelandvaarder
- Tony Rutter (1941-2020), Brits motorcoureur
- Troy Ruttman (1930-1997), Amerikaans autocoureur
- Evans Rutto (1978), Keniaans atleet
- Hanni Rützler (1962), Oostenrijkse voedingswetenschapper

## Ruu
- Birk Ruud (2000), Noors freestyleskiër
- Antti Ruuskanen (1984), Fins atleet
- Arnold Rüütel (1928-2024), Estisch politicus

## Ruy
- Cor Ruys (1889-1952), Nederlands toneelspeler, cabaretier en toneelleider
- Kitty Ruys (1939), Nederlands schrijfster
- Theodorus Adrianus Willem Ruys (1904-1989), Nederlands scheepvaartondernemer en verzetsman
- Willy Ruys (1909-1983), Nederlands acteur
- Ward Ruyslinck (1929-2014), Belgisch auteur
- Tine Ruysschaert (1932-2023), Belgisch woordkunstenares en actrice
- Anne-Mieke Ruyten (1960), Nederlands actrice
- Michiel de Ruyter (1607-1676), Nederlands zeeheld

## Ruz
- Milan Ružić (1955-2014), Kroatisch voetballer
- Lavoslav Ružička (1887-1976), Kroatisch-Zwitsers scheikundige en Nobelprijswinnaar
- Věra Růžičková (1928-2018), Tsjechisch turnster